# Siêu hình học (Aristotle)
Siêu hình học (tiếng Hy Lạp: μετὰ ικά; Latin: Metaphysica , lit: "vươn ra ngoài vật lý") là một trong những tác phẩm chủ yếu của Aristotle và là tác phẩm lớn đầu tiên của nhánh triết học cùng tên. Vấn đề chính là "đang tồn tại", hoặc các vấn đề tương tự như vậy. Nó dò xét những gì có thể được khẳng định về bất kỳ vật thể trong chừng mực và không dựa vào một tập những điều kiện nhỏ hẹp. Vấn đề này cũng bao gồm nhiều dạng biến thể của quan hệ nhân quả, hình thức và vấn đề, sự tồn tại của đối tượng toán học, và một số nguyên tố-dịch chuyển của Chúa.

## Tổng quát
Siêu hình học được coi là một trong những tác phẩm triết học vĩ đại nhất. Nó có ảnh hưởng lớn với người Hy Lạp, các triết gia Hồi giáo, các triết gia kinh viện và thậm chí các nhà văn như Dante . Nó chủ yếu bao gồm những phản biện về lý thuyết hình thức của Plato (Plato's theory of Forms), nơi mà Aristotle đã theo học như là học trò ở học viện Athens, với một góc nhìn gắn bó với sự phân tích ngôn ngữ tự nhiên, cảm nhận thông thường, và sự quan sát được tập hợp lại từ những nghiên cứu khoa học tự nhiên. Hệ quả là một sự tổng hòa của lối nghĩ trọng tự nhiên của khoa học thực nghiệm, với một nghiên cứu quan trọng về ngôn ngữ, bản thể học và nhận thức luận đã để lại di sản cho cái gốc của trí tuệ phương Tây trong hơn một nghìn năm.
Cuốn sách đặt ra ba câu hỏi căn bản. Sự tồn tại là gì và những vật nào tồn tại trên thế giới? Làm sao các vật tiếp tục tồn tại, và vẫn chịu đựng được những biến đổi chúng ta thấy được ở thế giới tự nhiên ? Và chúng ta có thể hiểu thế giới bằng cách nào?
Vào thời Aristotle biên soạn cuốn sách này, tuổi đời nền triết học Hy Lạp chỉ mới hai trăm năm. Nó đã bắt đầu với những nỗ lực của các nhà tư tưởng trong thế giới Hy Lạp, họ cố gắng đưa ra giả thuyết về cấu trúc chung được cho là nền tảng chung cho những thay đổi mà chúng ta quan sát được trong thế giới tự nhiên. Hai lý thuyết tương phản, những lý thuyết của Heraclitus và Parmenides, là một ảnh hưởng quan trọng đối với cả Plato và Aristotle.
Heraclitus lập luận rằng những thứ trông bề ngoài là mãi mãi nhưng thực ra lại luôn luôn đổi thay. Do đó, mặc dù chúng ta tin rằng chúng ta đang sống trong một thế giới của những thứ luôn giữ hình dạng ấy theo thời gian, thế giới này thực sự đang thay đổi, không có kiến trúc hoặc danh tính căn bản. Ngược lại, Parmenides lập luận rằng chúng ta có thể đạt được kết luận nhất định chỉ bằng lý trí, không sử dụng các giác quan. Những gì chúng ta có được thông qua quá trình lý trí là cố định, không thay đổi và vĩnh cửu. Thế giới không được tạo thành từ nhiều thứ trong dòng chảy liên tục, mà là một Sự thật hoặc một thực tại duy nhất. Lý thuyết về hình thức của Plato là tổng hợp của hai quan điểm này. Ông cho rằng, bất kỳ đối tượng nào đang thay đổi đồng thời tồn tại trong trạng thái không hoàn hảo. Tiếp đó, hình thức của mỗi đối tượng chúng ta thấy trong thế giới này là sự phản ảnh không hoàn hảo về hình thức hoàn hảo của đối tượng. Ví dụ, Plato tuyên bố một chiếc ghế có thể có nhiều hình thức, nhưng trong thế giới hoàn hảo chỉ có một hình thức ghế hoàn hảo.
Aristotle bắt gặp lý thuyết về các hình thức khi ông học tại Học viện, mà ông đã tham gia lúc 18 tuổi vào thập niên 360 trước Công nguyên  Aristotle đã sớm mở rộng về khái niệm các thể thức trong Siêu hình học của mình. Ông tin rằng trong mọi thay đổi đều có thứ gì đó tồn tại thông qua sự thay đổi (ví dụ Socrates), và một thứ khác không tồn tại trước đó, nhưng được sinh ra do sự thay đổi (tiếng nói của Socrates). Để giải thích Socrates được sinh ra như thế nào (vì anh ta không tồn tại trước khi anh ta được sinh ra) Aristotle nói rằng đó là 'vật chất' (hyle) làm nền móng cho sự thay đổi. Vấn đề ở chỗ là 'hình thức' Socrates vận dụng lên nó để trở thành con người Socrates. Do đó, tất cả những thứ xung quanh chúng ta, tất cả các chất, là vật liệu tổng hợp của hai thứ hoàn toàn khác nhau: hình thức và vật chất. Học thuyết này đôi khi được gọi là Hylomorphism (từ tiếng Hy Lạp có nghĩa là "vật chất" và "hình thức").

## Tiêu đề, ngày tháng, và sự sắp xếp của các chuyên luận

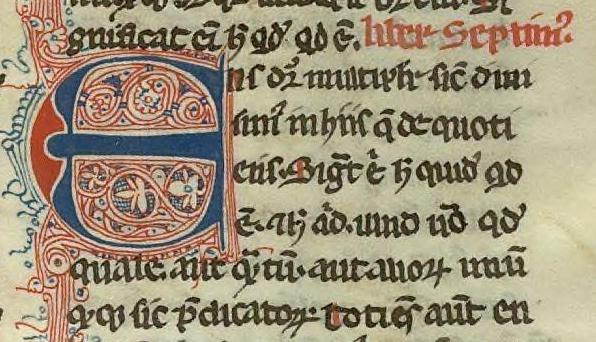
Quyển 7 của Siêu hình học: Ens dicitur multipliciter - từ 'hiện hữu' có nghĩa theo nhiều cách. Từ một bản thảo của bản dịch của William of Moerbeke

Sự sắp xếp các tác phẩm của Aristotle được thực hiện bởi các học giả tại Alexandria vào thế kỷ thứ nhất CE, một số chuyên luận của ông được gọi là μετὰ ικά (ta meta ta fysika; nghĩa đen là "[tác phẩm] sau Vật lý "). Đây là nguồn gốc của tiêu đề cho bộ sưu tập các chuyên luận hiện được gọi là Siêu hình học của Aristotle. Một số người đã giải thích biểu thức "τὰ μετὰ ικά" để ám chỉ rằng chủ đề của tác phẩm vươn xa hơn " Vật lý của Aristotle" hoặc nó mang tính siêu hình liên quan đến Vật lý. Nhưng những người khác tin rằng cụm từ đó chỉ đơn giản đề cập đến vị trí của tác phẩm trong sự sắp xếp kinh điển của các tác phẩm của Aristotle, ít nhất là bằng Andronicus của Rhodes hay thậm chí là Hermippus của Smyrna. Trong chính bộ sưu tập của Aristoteles, các chuyên luận siêu hình được gọi là τὰ περὶ πρώτης φ (nghĩa đen là "các tác phẩm] liên quan đến triết học đầu tiên"); "triết học đầu tiên" là cái mà Aristotle gọi là chủ đề của siêu hình học. (Ông gọi nghiên cứu về tự nhiên hay triết học tự nhiên là "triết học thứ hai" (Siêu hình học 1037a15).)
Thật khó để xác định rằng Aristotle đã viết các chuyên luận này liên tục hay gián đoạn, đặc biệt là vì Siêu hình học, theo cách nói của Jonathan Barnes, "farrago, hotch-potch", hay nói chung là khó xác định ngày của bất kỳ tác phẩm nào của Aristotle.
Trong các bản thảo, sách được gọi bằng các chữ cái Hy Lạp. Cuốn sách thứ hai được đặt tựa là "alpha nhỏ", dường như bởi vì nó dường như không liên quan gì đến những cuốn sách khác (và, từ rất sớm, nó được cho là không được Aristotle viết) hoặc, mặc dù điều này ít có khả năng, vì sự ngắn gọn của nó. Điều này, sau đó, phá vỡ sự tương đương của các chữ cái với các số, vì cuốn 2 là alpha nhỏ, cuốn 3 là beta, v.v. Đối với nhiều học giả, người ta thường nhắc đến những cuốn sách bằng tên chữ cái của họ. Do đó, cuốn 1 được gọi là Alpha (Α); 2, alpha nhỏ (α); 3, Beta (Β); 4, Gamma (Γ); 5, Delta (Δ); 6, Epsilon (Ε); 7, Zeta (Ζ); 8, Eta (Η); 9, Theta (Θ); 10, Iota (Ι); 11, Kappa (Κ); 12, Lambda (Λ); 13, Mu (Μ); 14, Nu (Ν).
Có khả năng là Aristotle không viết những cuốn sách này với thứ tự chúng ta tìm được; sự xếp sắp được thực hiện bởi các biên tập viên trẻ, và không có nhiều lý luận để sắp xếp theo cách sẽ phản ảnh trật tự giống với Aristotle. Dựa trên một nghiên cứu cẩn thận về nội dung của các cuốn sách và các tài liệu tham khảo chéo trong đó, WD Ross đã kết luận rằng các sách A, B,, E, Z, H,, M, N và I "tạo thành một chuỗi liên tục ", trong khi các cuốn sách còn lại α,, và được các biên tập viên sau đó chèn vào vị trí hiện tại của họ. Tuy nhiên, Ross cảnh báo rằng các sách A, B,, E, Z, H,, M, N và I - có hoặc không có sự chỉnh sửa của những người khác - không tạo thành "một tác phẩm hoàn chỉnh".
Đọc Siêu hình học ngụ ý tham chiếu đến một hoặc nhiều phiên bản phê phán của văn bản Hy Lạp. Trong thế kỷ 20, hai phiên bản chung đã được sản xuất bởi WD Ross (1924) và W. Jaeger (1957). Chỉnh sửa Siêu hình học đã trở thành một vấn đề mở trong các công trình và nghiên cứu về thế hệ trẻ đương đại. Các phiên bản phê bình mới đã được sản xuất từ các cuốn sách Gamma (Myriam Hecquet, Aristote, Métaphysique Gamma, Peeters 2008), Alpha (0liver Primavesi, Aristotle Metaphysics Alpha, OUP 2012) và Lambda (Silvia Fazzo, Il libro, "Elenchos", Bibliopolis 2012 và Stefan Alexandru, Aristotle's Metaphysics Lambda, Philosophia Antiqua, Brill 2014). Sự khác biệt so với các phiên bản phê bình thế kỷ 20 của họ (WD Ross, 1924, W. Jaeger 1957) chủ yếu phụ thuộc vào bản gốc của cuốn Siêu hình học của Aristotle, trong đó các phiên bản khác nhau đã được đề xuất từ năm 1970 (Silvio Bernardinello, Eliminatio codicum della, Padua, Antenore, 1970), đáng chú ý nhất là Dieter Harlfinger năm 1979 ("Zur Überlieferungsgeschichte der Metaphysik", ở Pierre Aubenque (chủ biên.), Essais sur la Métaphysique Royalristote, Paris, Vrin, 1979).

## Tóm lược

### Sách I đến VI: Alpha, Alpha nhỏ, Beta, Gamma, Delta và Epsilon
Cuốn sách I hoặc Alpha phác thảo "triết lý đầu tiên" hay còn gọi là triết lý nguyên thủy, đó là kiến thức về các nguyên tắc hoặc nguyên nhân nguyên thủy của sự việc. Người khôn ngoan có thể dạy bởi vì họ biết lý do tại sao của mọi thứ, không giống như những người chỉ biết rằng mọi thứ theo bề nổi dựa trên trí nhớ và cảm giác của họ. Vì có khả năng về kiến thức về nguyên nhân và nguyên tắc nguyên thủy, họ được trang bị tốt hơn để chỉ huy, thay vì bắt chước. Sách Alpha cũng khảo sát các triết lý trước đây từ Thales đến Plato, đặc biệt là cách xử lý nguyên nhân của chúng.
Quyển II hoặc "alpha nhỏ": Mục đích của chương này là nhằm giải quyết một sự phản đối tương đối của chúng ta với cách hiểu của Aristotle về nguyên tắc nguyên thủy. Aristotle trả lời rằng ý tưởng về một chuỗi nhân quả vô hạn là phi lý, và do đó phải có một nguyên nhân đầu tiên mà không phải chính nó gây ra. Ý tưởng này được phát triển sau đó trong cuốn sách Lambda, nơi ông phát triển một lập luận cho sự tồn tại của Thiên Chúa.
Quyển III hoặc Beta liệt kê các vấn đề hoặc câu đố chính (ἀρί ap <i id="mwcA">aporia</i>) của triết học.
Quyển IV hoặc Gamma: Chương 2 và 3 lập luận về tình trạng của nó như là một chủ đề theo đúng nghĩa của nó. Phần còn lại là sự bảo vệ (a) cái mà bây giờ chúng ta gọi là nguyên tắc mâu thuẫn, nguyên tắc rằng không thể có cùng một mệnh đề là (trường hợp) và không phải là (trường hợp), và (b) những gì chúng ta bây giờ gọi nguyên tắc loại trừ giữa: tertium non datur - không thể có một trung gian giữa các câu khẳng định mâu thuẫn.
Sách V hoặc Delta ("từ vựng triết học") là danh sách các định nghĩa về khoảng ba mươi thuật ngữ chính như nguyên nhân, bản chất, một và nhiều.
Cuốn sách VI hoặc Epsilon có hai mối quan tâm chính. Aristotle trước tiên đề cập đến hệ thống cấp bậc của khoa học. Như chúng ta biết, một khoa học có thể là sản xuất, thực tế hoặc lý thuyết. Chẳng hạn, vì khoa học lý thuyết nghiên cứu về bản thể hoặc sinh vật vì lợi ích của nó, ví dụ, Vật lý nghiên cứu những sự vật di chuyển (1025b27) và không có mục tiêu (cuối cùng, mục tiêu hay mục tiêu; hoàn toàn hoặc hoàn hảo) ngoài chính vật thể đó, vật thể đó là thượng đẳng. Nghiên cứu về hiện hữu, hay Triết học nguyên thủy, vượt trội hơn tất cả các ngành khoa học lý thuyết khác bởi vì nó liên quan đến nguyên nhân cuối cùng của tất cả thực tại, không chỉ là nguyên nhân thứ yếu của một phần của thực tại. Mối quan tâm thứ hai của Epsilon là chứng minh rằng sự hiện hữu (ὄὄ) được xem xét trên mỗi accidens (κατὰ συμβεβηκὸς) không thể được nghiên cứu như một khoa học. Per accidens không liên quan đến nghệ thuật (τέχ), cũng không tồn tại bởi sự cần thiết (per se hoặc καθ᾽ αὑτό), và do đó không tương xứng như việc nghiên cứu một ngành khoa học tự nhiên. Aristotle bác bỏ nghiên cứu về các tai nạn như là một khoa học phù hợp với Sophists, một nhóm có triết lý (hoặc thiếu nó) mà ông luôn bác bỏ trong suốt cuốn sách Siêu hình học.

### Sách VII-IX: Zeta, Eta và Theta
Sách trung đại thường được coi là cốt lõi của Siêu hình học.

#### VII: Zeta
Cuốn sách Zeta bắt đầu với nhận xét rằng 'Bản thể hiện hữu' có nhiều cảm giác. Mục đích của triết học là để hiểu được sự hiện hữu. Loại hiện hữu đầu tiên là thứ mà Aristotle gọi là chất. Những chất nào ở đó, và có chất nào ngoài những chất dễ nhận biết không? Aristotle xem xét bốn ứng cử viên cho chất: (i) 'bản chất' hoặc 'nó là gì để được gọi là một thứ' (ii) phổ quát Platonic, (iii) chi mà một chất thuộc về và (iv) chất nền hoặc 'vật chất 'làm cơ sở cho tất cả các thuộc tính của một điều. Ông bác bỏ ý kiến cho rằng vật chất có thể là chất, vì nếu chúng ta loại bỏ tất cả mọi thứ là tính chất khỏi những gì có những tính chất đó, chúng ta chỉ còn lại một thứ không phải nó. "Vật chất tối thượng" như vậy không thể là chất. Tính tách biệt và 'cái này' là nền tảng cho khái niệm về chất của chúng ta.
Chương 4 đến 12 được dành cho lý thuyết riêng của Aristotle rằng bản chất là tiêu chí thực chất. Bản chất của một cái gì đó là những gì được bao gồm trong một secundum se ('theo chính nó') của một sự vật, tức là cho rằng một thứ là gì bởi bản chất của nó. Bạn không phải là âm nhạc bởi bản chất của bạn. Nhưng bạn là một con người bởi chính bản chất của bạn. Bản chất của bạn là những gì được đề cập trong định nghĩa về bạn.
Các chương 13 đến 15 xem xét và loại bỏ, ý tưởng cho rằng chất là phổ quát hoặc là chủng loại, và chủ yếu là sự phản biện về lý thuyết ý tưởng của Plato. Aristotle lập luận rằng nếu chủng loại và loài là những thứ riêng lẻ, thì những loài khác nhau trong cùng một chủng loại có chứa chủng loại là cá thể, điều này dẫn đến những điều phi lý. Hơn nữa, các cá nhân không có khả năng định nghĩa.
Chương 17 có một hướng hoàn toàn mới, điều này cho thấy rằng chất thực sự là một nguyên nhân.

#### VIII: Eta
Sách Eta bao gồm một bản tóm tắt về những gì đã được nói cho đến nay (ví dụ, trong Sách Zeta) về chất, và thêm một vài chi tiết khác về sự khác biệt và thống nhất.

#### IX: Theta
Theta đặt ra để xác định tiềm năng và thực tế. Chương 1 đến 5 thảo luận về tiềm năng. Chúng ta thấy rằng các thuật ngữ này chỉ ra tiềm năng (δύμ, dunamis) của một thứ gì đó để thay đổi: tiềm năng là "một nguyên tắc thay đổi trong một thứ khác hoặc trong chính điều đó qua những thứ khác" (1046a9). Trong chương 6 Aristotle chuyển sang thực tại. Chúng ta chỉ có thể biết thực tại thông qua quán sát hoặc "hoán dụ" do đó, "như cái mà tiến triển là cái có khả năng tiến triển, thì cái gì còn thức cho cái đang ngủ... hay cái tách ra từ vật chất thành vật chất" (1048b1 Chuyện4). Thực tại là trạng thái hoàn hảo của một cái gì đó có tiềm năng trong tâm trí đã nguyện thành. Mối quan hệ giữa thực tại và tâm trí có thể được coi là mối quan hệ giữa hình thức và vật chất, nhưng với khía cạnh thêm vào của thời gian. Thực tế và tiềm năng là sự phân biệt (theo thời gian), trong khi hình thức và vật chất là sự phân biệt đồng bộ (tại một thời điểm).

### Sách XTHER XIV: Iota, Kappa, Lambda, Mu và Nu
Quyển X hoặc Iota: Thảo luận về sự thống nhất, một và nhiều, sự giống nhau và khác biệt.
Sách XI hoặc Kappa: Phiên bản ngắn gọn của các chương khác và các phần của Vật lý.
Sách XII hoặc Lambda: Nhận xét thêm về chúng sinh nói chung, các nguyên tắc đầu tiên và Thần hoặc các vị thần. Cuốn sách này bao gồm mô tả nổi tiếng của Aristotle về động lực bất di bất dịch, "điều thiêng liêng nhất mà chúng ta quan sát được", là "suy nghĩ của suy nghĩ".
Sách XIII và XIV, hoặc Mu và Nu: Triết học về toán học, đặc biệt là cách các con số tồn tại.